# My Bubba
My Bubba ist ein schwedisch-isländisches Duo, dessen Musik als minimalistischer, stimmorientierter Folk beschrieben wird. Nach eigener Angabe macht es Musik, die ebenso verspielt wie kraftvoll ist.

## Karriere
Gründungs- und aktuelle Mitglieder sind My Larsdotter aus Schweden und Guébjörg (Bubba) Témasd'ttir aus Island. Bubba spielt Gitarre und Banjo, My spielt sporadisch eine norwegische Langeleik. Der Gesang wird von beiden beigesteuert.
My Bubba begann als Trio unter dem Namen My Bubba & Mi. Ihr Debütalbum How it es done in Italy wurde im Jahr 2010 veröffentlicht.
Goes Abroader, veröffentlicht 2014, wurde in den Seahorse Sound Studios und House of Blues Studios in LA aufgenommen. Das Duo arbeitete mit Noah Georgeson zusammen, der zuvor Alben für Joanna Newsom und Devendra Banhart produzierte.
2016 wurde Big Bad Good aufgenommen. Das Album wurde auf dem eigenen Label Cash Only veröffentlicht.

## Frühe Jahre
My und Bubba trafen sich zufällig in Kopenhagen. Bubba antwortete auf eine Anzeige, um ein Zimmer in Mys Wohnung zu mieten, und sie begannen an dem Tag, an dem sie einzog, zusammen zu singen. Wenig später wurden sie nach Italien eingeladen, wo ihr erstes Album  entstand.

## Diskografie
- 2017: Gone/You're gonna make me lonesome when you go (Third Man Blue Series Single)
- 2016: Big Bad Good
- 2014: Goes Abroader
- 2011: Wild & You (EP)
- 2011: BBQ Bob (Single)
- 2010: How it’s Done in Italy

## Früheres Mitglied
- Mia Olsen